# Trofeo Larry O'Brien
El Trofeo Larry O'Brien al Campeón de las Finales de la NBA es el galardón que se entrega anualmente tras el último partido de playoffs de la NBA. Fue creado en mayo de 1977 y se entregó por primera vez en la temporada 1977-78, aunque hasta 1984 no fue renombrado en honor a Larry O'Brien (1917-1990), comisionado de la liga entre 1975 y 1984. Este galardón reemplaza al anterior, el Trofeo Walter A. Brown (que había premiado a los ganadores desde su inicio en la temporada 1947-48 hasta la temporada 1976-77), y que estaba instituido en honor de Walter A. Brown (1905-1964), primer propietario del equipo Boston Celtics y que ayudó a la fundación de la NBA, siendo el primer ganador de este trofeo el equipo de Los Angeles Lakers.

## Descripción

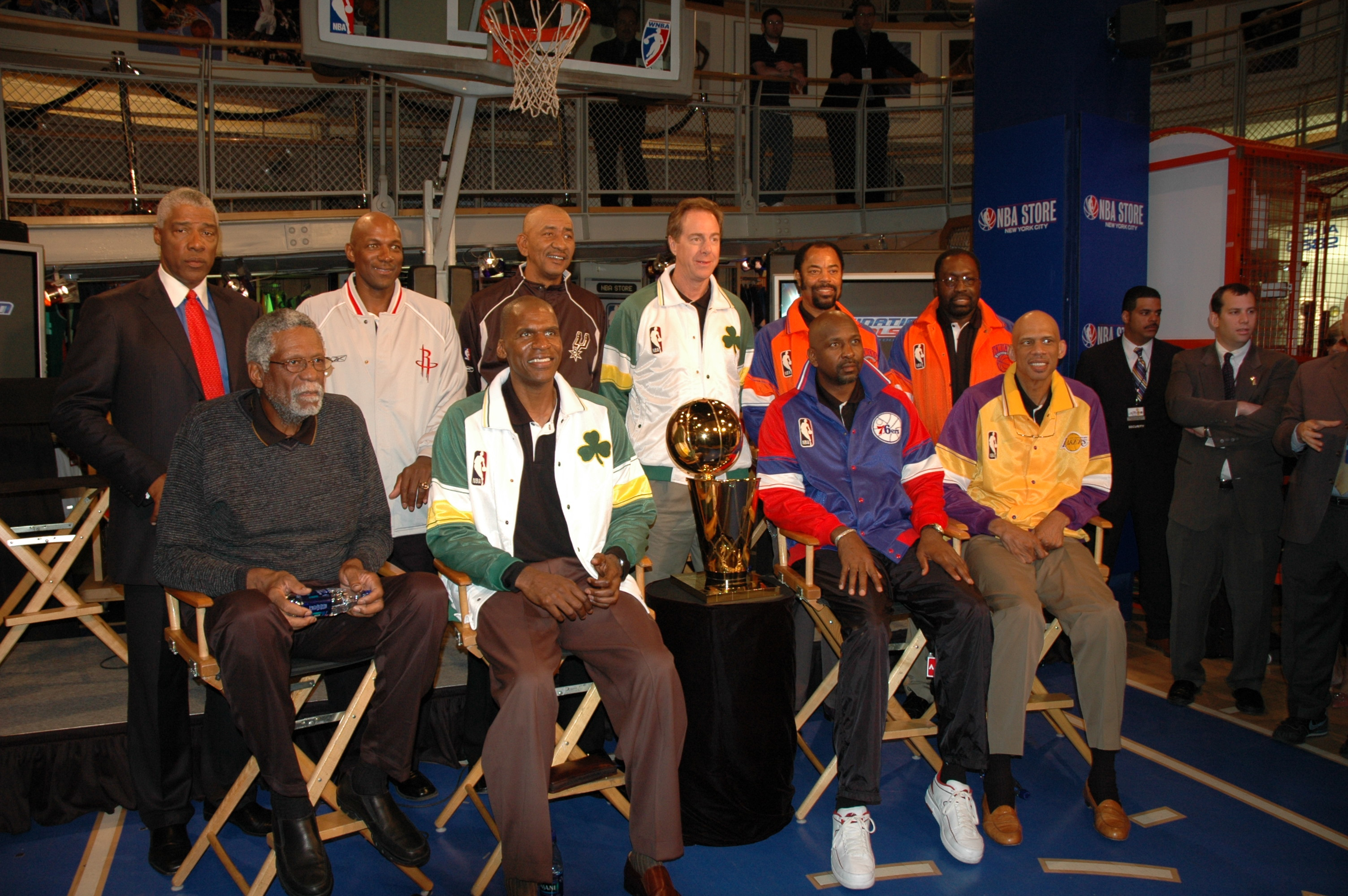
El trofeo O'Brien exhibido para el NBA Legends Tour 2005 en la tienda de la NBA de la ciudad de Nueva York

El trofeo está realizado con 6 kilos y medio de aleación de plata, y recubierto de oro de 24 quilates. Su diseño muestra un balón a punto de entrar en una canasta, teniendo aquel la misma medida exacta que un balón reglamentario. Está valorado en 13.500 dólares, y es fabricado por la empresa Tiffany & Co. El ganador del trofeo se queda con la posesión del mismo.

## Ganadores
Los Angeles Lakers con 11 trofeos es el equipo que más veces lo ha recibido, mientras que Chicago Bulls lo ha logrado en 6 ocasiones, San Antonio Spurs y Boston Celtics en 5 y Golden State Warriors en 4.
| Equipo                                      | Trofeos | Finales de la NBA                                                |
| ------------------------------------------- | ------- | ---------------------------------------------------------------- |
| Los Angeles Lakers                          | 11      | 1980, 1982, 1985, 1987, 1988, 2000, 2001, 2002, 2009, 2010, 2020 |
| Chicago Bulls                               | 6       | 1991, 1992, 1993, 1996, 1997, 1998                               |
| San Antonio Spurs                           | 5       | 1999, 2003, 2005, 2007, 2014                                     |
| Boston Celtics                              | 5       | 1981, 1984, 1986, 2008, 2024                                     |
| Golden State Warriors                       | 4       | 2015, 2017, 2018, 2022                                           |
| Detroit Pistons                             | 3       | 1989, 1990, 2004                                                 |
| Miami Heat                                  | 3       | 2006, 2012, 2013                                                 |
| Houston Rockets                             | 2       | 1994, 1995                                                       |
| Seattle SuperSonics / Oklahoma City Thunder | 2       | 1979, 2025                                                       |
| Cleveland Cavaliers                         | 1       | 2016                                                             |
| Dallas Mavericks                            | 1       | 2011                                                             |
| Denver Nuggets                              | 1       | 2023                                                             |
| Milwaukee Bucks                             | 1       | 2021                                                             |
| Philadelphia 76ers                          | 1       | 1983                                                             |
| Portland Trail Blazers                      | 1       | 1977                                                             |
| Toronto Raptors                             | 1       | 2019                                                             |
| Washington Bullets/Wizards                  | 1       | 1978                                                             |